# Draga Mašin
Draga Obrenović (em sérvio:  Драга Обреновић; née Milićević Lunjevica, Милићевић Луњевица; antes Mašin, Машин) (Gornji Milanovac, 11 de setembro de 1864 – Belgrado, 11 de junho de 1903, também conhecida como Rainha Draga, foi a rainha e esposa do Rei Aleksandar Obrenović do Reino da Sérvia. Ela foi anteriormente a dama de companhia da mãe de Alexandre, a Rainha Natália.
Draga foi a quarta filha de Pantelije Milićević Lunjevica, um prefeito da área de Aranđelovac  e Anđelija Koljević. Na época de seu segundo casamento, era a viúva de Svetozar Mašín (1851–1886), um engenheiro civil tcheco e era doze anos mais velha que Alexandre . Quando Alexandre anunciou o noivado, a opinião pública se opôs a união, considerando-o um jovem confuso enganado pelos encantos de uma má-intencionada sedutora. A mãe de Alexandre se opôs de maneira amarga ao casamento e foi exilada por seu filho, em parte por causa disto. O casamento aconteceu no dia 5 de agosto de 1900, e muitos dos atos arbitrários e impopulares de Alexander foram creditados a influência de Draga. O rumor de que Alexandre nomearia um dos irmãos de Draga a herdeiro do trono levou ao assassinato do casal real. Em 11 de junho de 1903, um grupo de oficiais do Exército Sérvio invadiu o palácio real, liderados pelo Coronel Dragutin Dimitrijević, encontrou o casal escondido dentro de um guarda-roupa e selvagemente os assassinaram, jogando os corpos mutilados pela janela.